# Belyj Gorodok
Belyj Gorodok (in russo Белый Городок?) è un insediamento di tipo urbano della Russia europea situato nell'oblast' di Tver', nel circondario municipale della città di Kimry.
Si trova sul fiume Volga, 141 km a est di Tver' e 14 km a nord-est di Kimry.